# Säulkopf (Hohe Tauern)
Der  Säulkopf (auch Sailkopf geschrieben), ein Berg mit einer Höhe von 3209 m ü. A., liegt in der Venedigergruppe der Hohen Tauern in Österreich. Der Gipfel befindet sich etwa 5 km Luftlinie nordöstlich von Prägraten in Osttirol. Der markierte Normalanstieg von der Bonn-Matreier Hütte ist bei schneefreien und trockenen Verhältnissen relativ einfach zu begehen. Bei klarem Wetter besteht vom Gipfel aus ein Ausblick zum Hohen Eichham (3371 m ü. A.), ins Virgental sowie nach Süden zum Lasörling.

## Anstieg
Der Normalanstieg führt in ca. 1½ Stunden von der Bonn-Matreier Hütte (2750 m ü. A.), zuerst nordwärts in ein Kar, dann steiler werdend in einigen Kehren über einen Schutthang aufwärts, durch eine Felsrinne (Trittsicherheit erforderlich) und entlang von Drahtseilversicherungen zum Gipfel mit Kreuz. 
Ein möglicher Ausgangspunkt für den Anstieg zur Bonn-Matreier Hütte ist ein Parkplatz (ca. 1700 m ü. A.) oberhalb von Wallhorn (Mautstraße), von dem man die Hütte in ca. 2½  bis 3 Stunden erreicht.